# پایین‌سنگریزه

منظره‌ای از روستای سنگریزه

پایین سنگریزه یکی از روستاهای شهرستان ساری در استان مازندران ایران است. این روستا در دهستان «اسفیوردشوراب» بخش مرکزی شهرستان ساری و در ۵ کیلومتری جنوب شهر ساری و تقریباً چسبیده به این شهر قرار دارد.
بر اساس سرشماری سال ۱۳۸۵، جمعیت این روستا ۲۶۸ نفر (۷۱ خانوار) بوده‌است.